# Flandres (région transfrontalière)
Pour les articles homonymes, voir Flandre.
Ne doit pas être confondu avec Flandre (Belgique).
Les Flandres sont une région transfrontalière d'Europe à cheval sur la France, la Belgique et les Pays-Bas, établie autour de la plaine des Flandres. Les Flandres sont bordées par la mer du Nord et traversées par l'Escaut et la Lys. Tout comme la Bretagne ou la Franche-Comté, les Flandres sont situées entre deux domaine linguistiques différents, le domaine picard au sud, et le domaine ouest-flamand au nord.
Les Flandres sont en grande partie situées dans l'ancien comté de Flandre, mais on qualifie aussi de flamandes les régions de Saint-Omer, Aire-sur-la-Lys et Béthune, historiquement rattachées à l'Artois, mais faisant partie des Flandres artésiennes.

## Zone transfrontalière
En France, on y trouve notamment Lille (la capitale des Flandres), les pays dits « flamands » en France sont les suivants :
- Flandre lilloise, autour de Lille ;
- Flandre maritime, autour de Dunkerque et Cassel ;
- Flandres artésiennes, autour de Saint-Omer, Béthune et Aire-sur-la-Lys.

En Belgique, on y trouve Bruges, capitale de la Flandre propre ; Gand, plus grande ville de la région ; ou encore les agglomérations de Courtrai et Ypres.
Aux Pays-Bas, on y trouve la Flandre zélandaise et la ville de Terneuse. 

## Étymologie
En France, le terme Flandres au pluriel, sera utilisé fréquemment, pour différencier la région de celle de la Flandre, située quant à elle en Belgique.
Les mots « Flandre(s) » et « flamand » proviendraient d’une forme ingvaeonique (anglo-frison) flām « endroit inondé, détrempé, embourbé », issu du germanique flaumaz « flux, écoulement », d’où le vieil anglais flēam « fuite, montée (des eaux) », le vieux norrois flaumr « tourbillon » et l’allemand régional Flom, Flaum(en) « panne, graisse qui enveloppe les rognons chez le porc ». Cette étymologie semble être la seule possible linguistiquement et correspond parfaitement à la géographie.
La côte flamande était en effet submergée par la Mer du Nord deux fois par jour entre le IIIe et le VIIIe siècle. Le mot désignerait à l'origine les marais côtiers et ceux de l'estuaire de l'Escaut. Un habitant de ces terres inondées est donc un Flamand (Flaming), l'adjectif pour flamand étant Flamis. En ajoutant à la racine flâm le suffixe -andra, on obtient le pluriel datif Flaumandrum (forme attestée au IIe siècle av. J.-C.). Une autre étymologie est avancée pour le suffixe -andra qui signifierait « terres » (suffixe ancien germanique -andrum).
Une autre hypothèse contestée est celle de l'historien Henri Pirenne : les Flandres seraient le « pays des réfugiés » (du verbe « vlieden », fuir en langue frisonne), de ceux qui purent se maintenir sur des éminences naturelles ou artificielles.

## Histoire

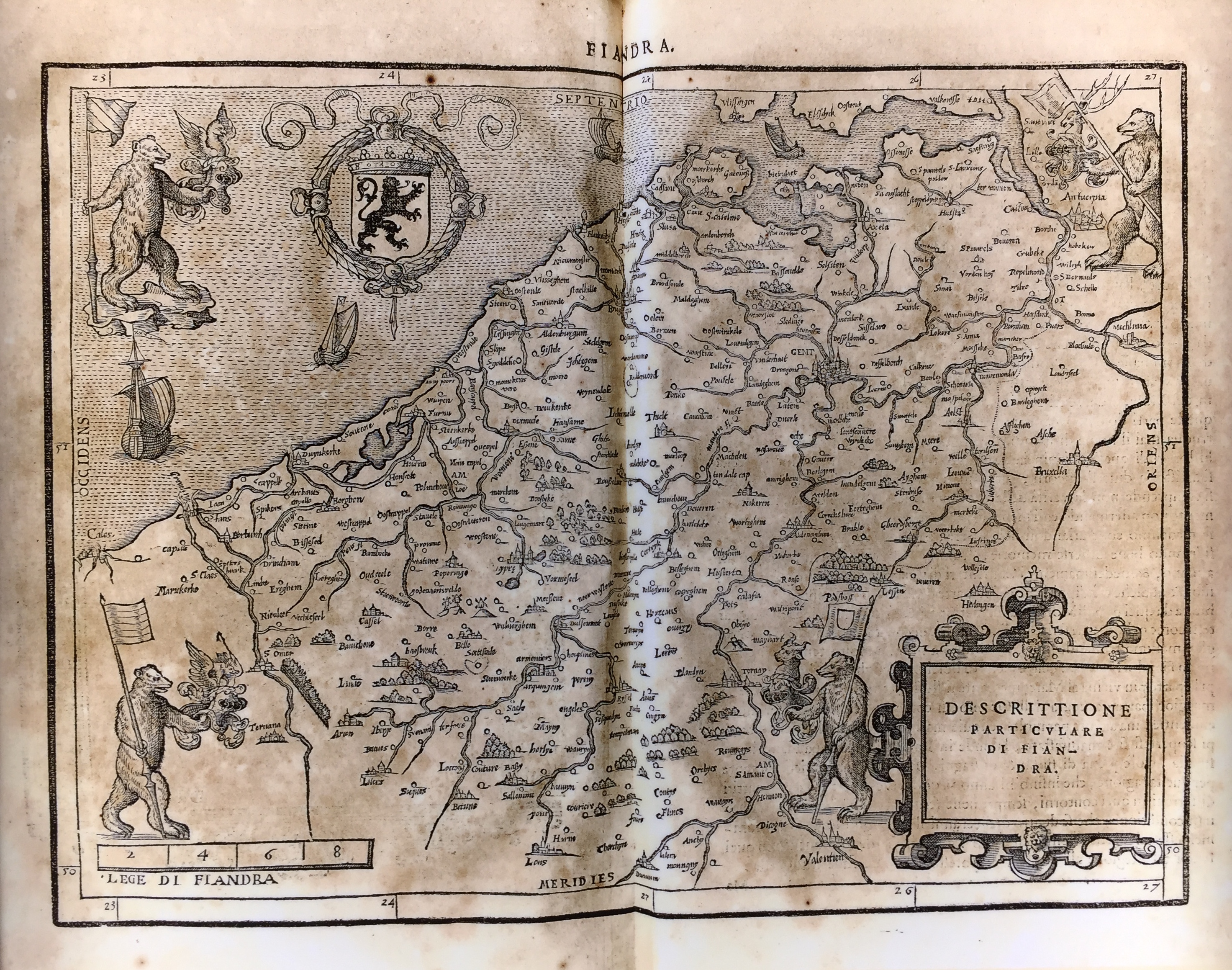
Carte des Flandres publiée dans Francesco Guicciardini, Descrittione di tutti in Paesi Bassi, Anversa, presso Guglielmo Silvio, 1567.

Les Flandres sont progressivement restitué à la France sous le règne de Louis XIV (mais cette fois dans le domaine royal, et non comme fief vassal de la couronne de France comme avant 1529) par le traité des Pyrénées en 1659, par l'achat de Dunkerque à l'Angleterre en 1662, par le traité d'Aix-la-Chapelle en 1668 et par le traité de Nimègue en 1678 (ce traité vient entériner notamment les conséquences de la bataille de la Peene à Noordpeene dont l'enjeu était la prise de Saint-Omer). La région n'est définitivement française qu'après 1713 avec le traité de la paix d'Utrecht.
Ce territoire devint alors une province de France (division administrative) sous le nom de Province de Flandre, même si du point de vue de l'administration il était divisé en deux provinces distinctes : la Flandre maritime et la Flandre wallonne. Elle contenait aussi le Hainaut français et le Cambrésis.

## Géographie
Les Flandres forment une région côtière de la Mer du Nord en Europe de l'Ouest, couvrant quelque 11 000 km2. Bien que les frontières de la région ne soient pas officiellement définies par un État ou une organisation internationale, son territoire semble correspondre à la plaine bordant la Mer du Nord (au nord-ouest) s'étirant des Collines d'Artois (au sud-ouest) jusqu'à l'Escaut occidental (au nord) et à l'Escaut (à l'est).